# Serdar Koçyiğit
Serdar Koçyiğit (5 febbraio 1959 – 20 luglio 2024) è stato un cestista turco.

## Carriera
Con la Turchia disputò i Campionati europei del 1981.

## Palmarès
- Campionato turco: 2

Efes Pilsen: 1982-83, 1983-84